# Rihairo Meulens
Rihairo Meulens (Apeldoorn, 3 giugno 1988) è un ex calciatore olandese di Curaçao, di ruolo attaccante.

## Carriera

### Club
Ha giocato in Eredivisie con Vitesse, Roda e Dordrecht.

### Nazionale
Il 2 settembre 2011 ha esordito con la Nazionale di Curaçao nella partita di qualificazione ai Mondiali 2014 persa per 5-2 contro Antigua e Barbuda.